# Bervezou
Le Bervezou est une rivière du département Lot, en France affluent du Célé sous-affluent du Lot donc sous-affluent de la Garonne.

## Géographie
De 24 km de longueur, le Bervezou naît sur la commune de Gorses dans le Ségala (Massif central) et se jette dans le Célé à l'amont de Viazac.

## Communes traversées
- Lot : Gorses, Montet-et-Bouxal, Sabadel-Latronquière, Prendeignes, Saint-Cirgues, Saint-Jean-Mirabel, Viazac, Linac.

## Principaux affluents
- Ruisseau de Goutepeyrouse : 5,6 km
- Ruisseau de Brullet : 4 km
- Ruisseau de Crébanson : 3,8 km
- la Burlande : 12 km
- Ruisseau de Lavalette : 3,9 km

## Curiosité: le gouffre des cloches
Près de Sabadel-Latronquière existe un parcours canyon de 700m de long pour 90m de dénivelé, intéressant de par son encaissement et son paysage.
Ce parcours est aussi bordé par un chemin de randonnée très agréable au printemps et en été.
La légende veut qu'une cloche soit un jour tombée et serait restée au plus profond d'un des gouffre. Une autre version propose l'idée que lors de la Révolution Française les habitants des environs  y jetèrent les cloches de leurs paroisses plutôt que de voir celles-ci transformées en canons. 